# Örnnästet (film, 1908)
Örnnästet (engelska: Rescued from an Eagle's Nest) är en stum-dramakortfilm från 1908, regisserad av Edwin S Porter och J. Searle Dawley.

## Rollista
| D. W. Griffith                         | – Fadern   |
| Henry B. Walthall (som H. B. Walthall) | – Woodsman |
| Miss Earle                             |            |
| Jinnie Frazer                          | – Bebisen  |